# Givrins
Givrins é uma comuna da Suíça, situada no distrito de Nyon, no cantão de Vaud. Tem 3,97 km² de área e sua população em 2018 foi estimada em 1.026 habitantes.